# Epieimeria anguillae
Epieimeria anguillae is een soort in de taxonomische indeling van de Myzozoa, een stam van microscopische parasitaire dieren. Het organisme komt uit het geslacht Epieimeria en behoort tot de familie Eimeriidae. Epieimeria anguillae werd in 1981 ontdekt door Dyková & Lom.